# オスカー・アンダーソン
オスカー・ヨハン・ヴィクトル・アンダーソン（Oskar Johann Viktor Anderson、1887年8月2日 - 1960年2月12日）はロシア帝国ミンスク出身の統計学者、経済学者。別名「オスカー・ニコラエヴィチ・アンダーソン」（Oskar Nikolaevich Anderson）。

## 生涯
1887年8月2日、オスカー・アンダーソンはロシア帝国ミンスクで生まれた。父ニコライ・アンダーソンは言語学者であり、1894年にニコライがカザン大学のフィン・ウゴル語派の教授に就任し一家はカザンへと移り住んだ。彼は1906年にカザンのギムナジウムを卒業するとカザン大学で1年間数学を学び、1907年から1915年までサンクトペテルブルク工科学校（現在のサンクトペテルブルク工科大学）で統計学者A・A・チュプロフの助手を務めた。1917年からはサンクトペテルブルクを去りキエフの研究所で働いていたが、当時ロシアでは政治的混乱が続いており（ロシア革命）彼は1920年に家族と共にロシアを離れた。亡命の過程で彼は一人娘を失い、また息子の1人も亡命中の負傷が原因で亡くなった。
ロシアを出たアンダーソンは当初ハンガリーのブダペストで教職に就いたが、1924年からはブルガリアのヴァルナ経済大学で理論統計学を教え、1929年に教授に就任した。1935年、同じくブルガリアのソフィア大学教授となり、同校のthe Statistical Institute for Economic Researchの常任理事の地位に就いた。ソフィア大学でブルガリアの政府に関する仕事に参加していたアンダーソンは1940年に戦時配給の研究のためにドイツに派遣され、1942年にドイツのキール大学の統計学教授に任命されたが、1947年にミュンヘン大学に移った。
アンダーソンは1956年にミュンヘン大学を退職し、1960年2月12日にミュンヘンで死去した。

## 研究内容
アイオワ州立大学のゲルハルト・ティントナーはオスカー・アンダーソンを現代の標本調査の先駆者だとしている。彼はロシアとブルガリアで国による標本調査に協力し、標本調査の理論的研究に貢献した。彼はまた時系列分析についても研究しており、「Variate Difference Method」（変数階差法）の研究が知られている。この他に、計量経済学、経済の指数、相関についても研究していた。

## 肩書
- ドイツ統計学会 - 会長[2]
- 計量経済学会 - 特別会員（1933年 - ）[8][注釈 2]
- アメリカ科学振興協会 - 特別会員[10]
- アメリカ統計学会 - 特別会員[10]
- 数学統計協会 - 特別会員[10]
- 国際統計協会 - 会員[10]
- ヴァルナ経済大学（英語版） - 教授（1929年 - 1934年）[1][2]
- ソフィア大学 - 教授（1935年 - 1942年？）[1]
- キール大学 - 教授（1942年 - 1947年）[2]
- ミュンヘン大学 - 教授（1947年 - 1956年）[1][2]

## 評価
アイオワ州立大学のゲルハルト・ティントナーによれば、オスカーは中央ヨーロッパで知名度の高い統計学者だった。ミュンヘン大学で彼の後任となったハンス・ケレラー教授は追悼記事の中で、ドイツの経済学部における統計学の教育レベルを世界水準にまで回復させたと彼の功績を称えた。キールの統計学・計量経済学研究所の所長ロマン・リーゼンフェルドによれば、彼はドイツの経済研究に数学統計を導入し、実証的な経済研究の基礎を築いたのだという。